# Dent d'Hérens
La Dent d'Hérens  és una muntanya de 4.171 metres que es troba entre les regions de la Vall d'Aosta a Itàlia i del Valais a Suïssa.